# Ньялуванга
Ньялува́нга (англ. Nyaluwanga) — вища традиційна громада у складі дистрикту Нхата-Бей Північного регіону Малаві.
Населення — 13058 осіб (2018).